# Oscaruddelingen 2024
Oscaruddelingen 2024 (the 96th Academy Awards) er den 96. udgave af Oscaruddelingen. Uddelingen blev afviklet af Academy of Motion Picture Arts and Sciences (AMPAS) den 10. marts 2024 i Dolby Theatre i Los Angeles. Ved arrangementet blev uddelt priser til film fra 2023. Vært for showet var komikeren Jimmy Kimmel, der var vært for Oscaruddelingen for fjerde gang efter at have været vært ved den 89., 90. og 95. udgave af showet.
Filmen Oppenheimer blev den store vinder med syv priser, herunder Oscar for bedste film efter at have været nomineret i 13 kategorier. Andre film med flere Oscars var Poor Things med fire priser og The Zone of Interest med to. American Fiction, Anatomy of a Fall, Barbie, The Boy and the Heron, Godzilla Minus One, The Holdovers, The Last Repair Shop, 20 Days in Mariupol, War Is Over! Inspired by the Music of John and Yoko, and The Wonderful Story of Henry Sugar vandt hver en pris.

## Vindere og nominerede
Nomineringerne blev annonceret af skuespillerne Zazie Beetz og Jack Quaid den 23. januar 2023.
Det kulturelle fænomen "Barbenheimer" modtog i alt 21 nomineringer (8 til Barbie og 13 til Oppenheimer); de to film er nomineret i seks kategorier, hvor de står overfor hinanden, herunder kategorien bedste film.
Med nomineringen for Maestro forøgede Steven Spielberg sin rekord for nomineringer i kategorien "Bedste film" til 13.
Komponisten John Williams er for 54. gang nomineret til en Oscar for sin filmmusik, og den 91-årig Williams forøgede derved sin rekord som den modtageren af flest nomineringer og er tillige den ældste person, der er blevet nomineret til en Oscar.
I kategorierne "bedste skuespiller" er nomineret 10 skuespillere, der er nomineret for første gang: Emily Blunt, Danielle Brooks, Brown, Domingo, America Ferrera, Gladstone, Hüller, Cillian Murphy, Da'Vine Joy Randolph og Jeffrey Wright.,
Vinderne er skrevet i Fed
| Bedste film - Oppenheimer - American Fiction - Anatomy of a Fall - Barbie - The Holdovers - Killers of the Flower Moon - Maestro - Past Lives - Poor Things - The Zone of Interest | Bedste instruktør - Christopher Nolan – Oppenheimer - Justine Triet – Anatomy of a Fall - Martin Scorsese – Killers of the Flower Moon - Yorgos Lanthimos – Poor Things - Jonathan Glazer – The Zone of Interest |
| Bedste mandlige hovedrolle - Cillian Murphy – Oppenheimer som J. Robert Oppenheimer - Bradley Cooper – Maestro som Leonard Bernstein - Colman Domingo – Rustin som Bayard Rustin - Paul Giamatti – The Holdovers som Paul Hunham - Jeffrey Wright – American Fiction som Thelonious "Monk" Ellison | Bedste kvindelige hovedrolle - Emma Stone – Poor Things som Bella Baxter - Annette Bening – Nyad som Diana Nyad - Lily Gladstone – Killers of the Flower Moon som Mollie Burkhart - Sandra Hüller – Anatomy of a Fall som Sandra Voyter - Carey Mulligan – Maestro som Felicia Montealegre |
| Bedste mandlige birolle - Robert Downey Jr. – Oppenheimer som Lewis Strauss - Sterling K. Brown – American Fiction som Clifford "Cliff" Ellison - Robert De Niro – Killers of the Flower Moon som William King Hale - Ryan Gosling – Barbie som Ken - Mark Ruffalo – Poor Things som Duncan Wedderburn | Bedste kvindelige birolle - Da'Vine Joy Randolph – The Holdovers som Mary Lamb - Emily Blunt – Oppenheimer som Kitty Oppenheimer - Danielle Brooks – The Color Purple som Sofia - America Ferrera – Barbie som Gloria - Jodie Foster – Nyad som Bonnie Stoll |
| Bedste originale manuskript - Anatomy of a Fall – Justine Triet og Arthur Harari - The Holdovers – David Hemingson - Maestro – Bradley Cooper og Josh Singer - May December – Manuskript af Samy Burch baseret på værk af Samy Burch og Alex Mechanik - Past Lives – Celine Song | Bedste filmatisering - American Fiction – Cord Jefferson; baseret på romanen Erasure af Percival Everett - Barbie – Greta Gerwig og Noah Baumbach; baseret på karakterer skabt af Ruth Handler - Oppenheimer – Christopher Nolan; baseret på biografien American Prometheus: The Triumph and Tragedy of J. Robert Oppenheimer af Kai Bird og Martin J. Sherwin - Poor Things – Tony McNamara; baseret på romanen af samme navn af by Alasdair Gray - The Zone of Interest – Jonathan Glazer; baseret på romanen af samme navn af Martin Amis |
| Bedste animationsfilm - The Boy and the Heron – Hayao Miyazaki og Toshio Suzuki - Elemental – Peter Sohn og Denise Ream - Nimona – Nick Bruno, Troy Quane, Karen Ryan og Julie Zackary - Robot Dreams – Pablo Berger, Ibon Cormenzana, Ignasi Estapé og Sandra Tapia Díaz - Spider-Man: Across the Spider-Verse – Kemp Powers, Justin K. Thompson, Phil Lord, Christopher Miller og Amy Pascal | Bedste udenlandske film - The Zone of Interest (Storbritannien) – instrueret af Jonathan Glazer - Io capitano (Italien) – instrueret af Matteo Garrone - Perfect Days (Japan) – instrueret af Wim Wenders - Snefællesskabet (Spanien) – instrueret af J. A. Bayona - The Teachers' Lounge (Tyskland) – instrueret İlker Çatak |
| Bedste dokumentarfilm - 20 Days in Mariupol – Mstyslav Tjernov, Michelle Mizner og Raney Aronson-Rath - Bobi Wine: The People's President – Moses Bwayo, Christopher Sharp og John Battsek - The Eternal Memory – Maite Alberdi, Juan de Dios Larraín, Pablo Larraín og Rocio Jadue - Four Daughters – Kaouther Ben Hania og Nadim Cheikhrouha - To Kill a Tiger – Nisha Pahuja, Cornelia Principe og David Oppenheim                                                                             | Bedste korte dokumentar - The Last Repair Shop – Ben Proudfoot og Kris Bowers - The ABCs of Book Banning – Sheila Nevins og Trish Adlesic - The Barber of Little Rock – John Hoffman og Christine Turner - Island in Between – S. Leo Chiang og Jean Tsien - Nǎi Nai & Wài Pó – Sean Wang og Sam Davis |
| Bedste kortfilm - The Wonderful Story of Henry Sugar – Wes Anderson og Steven Rales - The After – Misan Harriman og Nicky Bentham - Invincible – Vincent René-Lortie og Samuel Caron - Knight of Fortune – Lasse Lyskjær Noer og Christian Norlyk - Red, White and Blue – Nazrin Choudhury og Sara McFarlane | Bedste korte animationsfilm - War Is Over! Inspired by the Music of John and Yoko – Dave Mullins og Brad Booker - Letter to a Pig – Tal Kantor og Amit R. Gicelter - Ninety-Five Senses – Jared and Jerusha Hess - Our Uniform – Yegane Moghaddam - Pachyderme – Stéphanie Clément og Marc Rius |
| Bedste musik - Oppenheimer – Ludwig Göransson - American Fiction – Laura Karpman - Indiana Jones and the Dial of Destiny – John Williams - Killers of the Flower Moon – Robbie Robertson (posthumt) - Poor Things – Jerskin Fendrix | Bedste sang - "What Was I Made For?" fra Barbie – Musik og tekst af Billie Eilish og Finneas O'Connell - "The Fire Inside" fra Flamin' Hot – Musik og tekst af Diane Warren - "I'm Just Ken" fra Barbie – Musik og tekst af Mark Ronson og Andrew Wyatt - "It Never Went Away" fra American Symphony – Musik og tekst af Jon Batiste og Dan Wilson - "Wahzhazhe (A Song for My People)" fra Killers of the Flower Moon – Musik og tekst af Scott George                                                                                      |
| Bedste lyd - The Zone of Interest – Tarn Willers og Johnnie Burn - The Creator – Ian Voigt, Erik Aadahl, Ethan Van der Ryn, Tom Ozanich og Dean Zupancic - Maestro – Steven A. Morrow, Richard King, Jason Ruder, Tom Ozanich og Dean Zupancic - Mission: Impossible – Dead Reckoning Part One – Chris Munro, James H. Mather, Chris Burdon og Mark Taylor - Oppenheimer – Willie Burton, Richard King, Gary A. Rizzo og Kevin O'Connell                                                          | Bedste scenografi - Poor Things – Production Design: James Price og Shona Heath; Set Decoration: Zsuzsa Mihalek - Barbie – Production Design: Sarah Greenwood; Set Decoration: Katie Spencer - Killers of the Flower Moon – Production Design: Jack Fisk; Set Decoration: Adam Willis - Napoleon – Production Design: Arthur Max; Set Decoration: Elli Griff - Oppenheimer – Production Design: Ruth De Jong; Set Decoration: Claire Kaufman                                                                                                 |
| Bedste fotografering - Oppenheimer – Hoyte van Hoytema - El Conde – Edward Lachman - Killers of the Flower Moon – Rodrigo Prieto - Maestro – Matthew Libatique - Poor Things – Robbie Ryan | Bedste makeup og hår - Poor Things – Nadia Stacey, Mark Coulier og Josh Weston - Golda – Karen Hartley Thomas, Suzi Battersby og Ashra Kelly-Blue - Maestro – Kazu Hiro, Kay Georgiou og Lori McCoy-Bell - Oppenheimer – Luisa Abel - Society of the Snow – Ana López-Puigcerver, David Martí og Montse Ribé |
| Bedste kostumer - Poor Things – Holly Waddington - Barbie – Jacqueline Durran - Killers of the Flower Moon – Jacqueline West - Napoleon – Janty Yates og Dave Crossman - Oppenheimer – Ellen Mirojnick | Bedste klipning - Oppenheimer – Jennifer Lame - Anatomy of a Fall – Laurent Sénéchal - The Holdovers – Kevin Tent - Killers of the Flower Moon – Thelma Schoonmaker - Poor Things – Yorgos Mavropsaridis |
| Bedste visuelle effekter - Godzilla Minus One – Takashi Yamazaki, Kiyoko Shibuya, Masaki Takahashi og Tatsuji Nojima - The Creator – Jay Cooper, Ian Comley, Andrew Roberts og Neil Corbould - Guardians of the Galaxy Vol. 3 – Stephane Ceretti, Alexis Wajsbrot, Guy Williams og Theo Bialek - Mission: Impossible – Dead Reckoning Part One – Alex Wuttke, Simone Coco, Jeff Sutherland og Neil Corbould - Napoleon – Charley Henley, Luc-Ewen Martin-Fenouillet, Simone Coco og Neil Corbould | |

### Film med flere nomineringer
| Nominationer | Film                                          |
| ------------ | --------------------------------------------- |
| 13           | Oppenheimer                                   |
| 11           | Poor Things                                   |
| 10           | Killers of the Flower Moon                    |
| 8            | Barbie                                        |
| 7            | Maestro                                       |
| 5            | American Fiction                              |
| 5            | Anatomy of a Fall                             |
| 5            | The Holdovers                                 |
| 5            | The Zone of Interest                          |
| 3            | Napoleon                                      |
| 2            | The Creator                                   |
| 2            | Mission: Impossible – Dead Reckoning Part One |
| 2            | Nyad                                          |
| 2            | Past Lives                                    |
| 2            | Society of the Snow                           |

## Regler om mangfoldighed
Oscaruddelingen 2024 er det første år, hvor der gælder obligatoriske krav om mangfoldighed i kategorien bedste film. Kravene om mangfoldighed indebærer, at der i filmproduktionen skal indgå “underrepræsenterede” personer, d.v.s personer tilhørende underrepræsenterede racer eller etniciteter, kvinder, LGBTQ+-personer, personer med kognitive eller fysiske handicaps. Der er fire generelle standarder, hvoraf en film skal opfylde mindst to for at komme i betragtning til bedste film: (a) "repræsentation i filmen, temaer og fortællinger"; (b) "kreativt lederskab og projektteam"; (c) "industriens adgang og muligheder"; og (d) "udvikling af publikum".
Reglerne om "repræsentations- og inklusionsstandarder" blev vedtaget i juni 2020 af akademiet, men ved uddelingerne i 2022 og 2023 var filmskabere imidlertid ikke forpligtede til at opfylde standarderne og behøvede kun at indsende en fortrolig "Academy Inclusion Standards"-formular I.